# Hans Moldenhauer

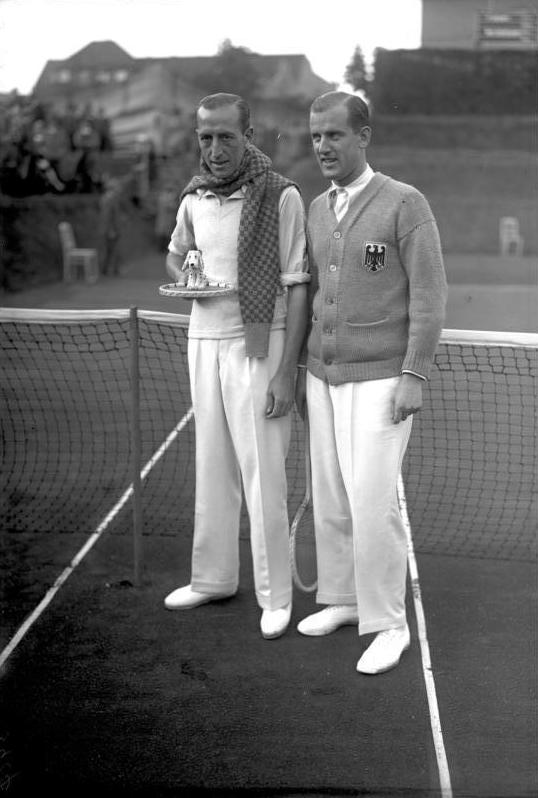
Hans Moldenhauer (till höger) vann mot E. Flaquer

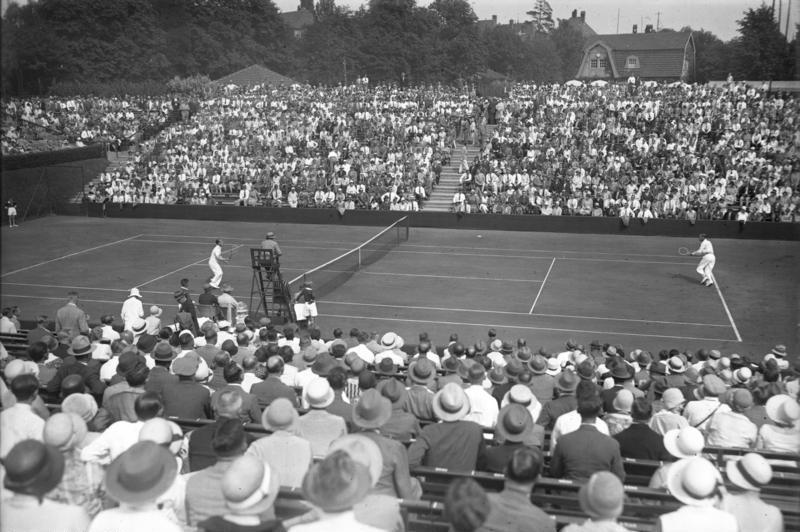
Hans Moldenhauer (till höger) spelar i Davis Cup mot Bill Tilden (USA). Juli 1929

Hans Moldenhauer, född 10 april 1901, död 29 december 1929 var en tysk tennisspelare aktiv under 1920-talet, och var en av Tysklands mest framgångsrika tennismästare genom tiderna. Han spelade i Davis Cup och Wimbledon och vann många internationella tennisturneringar.

## Tenniskarriären
Hans Moldenhauer tillhör jämte Gottfried von Cramm, Daniel Prenn, Michael Stich och Boris Becker de mest framgångsrika tyska tennisspelarna genom tiderna. Han spelade 22 gånger för Tyskland 1927, 1928 och 1929 i Davis Cup, Wimbledon, samt Franska öppna och i många andra internationella tennisturneringar. 
Moldenhauer spelade under sin tenniskarriär mot bland annat Bill Tilden, René Lacoste, Henri Cochet och "tenniskungen" Kung Gustaf V.
Moldenhauer började spela nationellt i Berlin för klubben LTTC Rot-Weiß Berlin. 
År 1925 blev han tysk mästare i mixed dubbel tillsammans med sin partner Cilly Aussem som 1931 blev Tysklands första kvinnliga Wimbledonsegrare. Moldenhauer omkom i december 1929 i en bilolycka i Berlin, varefter Cilly Aussem reste till Frankrike för att återhämta sig, och senare tillsammans med sin nya partner Bill Tilden 1930 vann Franska öppna mästerskapen.